# Makerere-Universität

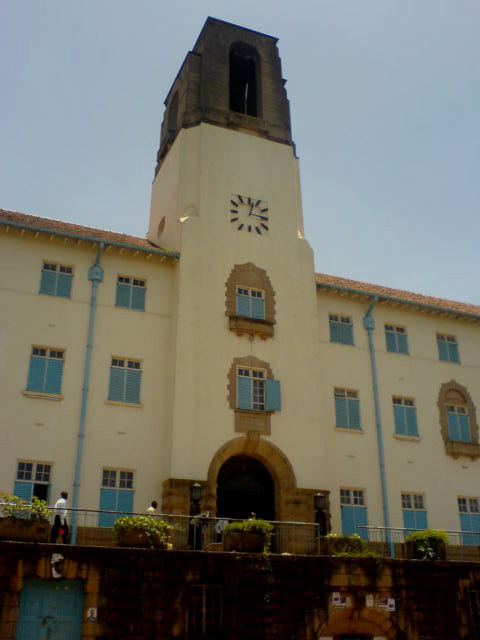
Makerere-Universität

Die Makerere-Universität (MAK) ist Ugandas erste Universität in der Hauptstadt Kampala. Mit einer Studentenzahl von mehr als 30.000 zählt sie zu den größten in Ost- und Zentralafrika. Ihr Name nimmt auf die Lokalität Makerere Bezug, die heute zum Stadtgebiet von Kampala gehört.

## Geschichte
Die Vorläufereinrichtung wurde 1922 als Berufsschule gegründet. Im Januar desselben Jahres wurde sie in „Uganda Technical College“ umbenannt. 14 Schüler begannen dort, Tischlerei, Bau und Mechanik zu lernen. Die Universität bot schon bald verschiedene andere Kurse an: in ärztlicher Behandlungspraxis, Landwirtschaft, Veterinärwissenschaften und zur Lehrerausbildung.
1937 begann die Universität, sich zu einer Einrichtung für höhere Bildung zu entwickeln und bot nachschulische Abschlüsse an. 1949 wurde daraus eine Universität im eigentlichen Sinne, mit einem speziellen Bezug zur Universität London (University College London). Sie wurde bald eine Universität für das gesamte östliche Afrika, mit Kursen, bei denen die allgemeinen Abschlüsse der Universität London erworben werden konnten.
Mit der Errichtung der University of East Africa (deutsch: Universität von Ostafrika) am 29. Juni 1963 endete die Periode der speziellen Beziehung zur Universität London, und Abschlüsse der Universität Ostafrikas waren zu erwerben. Am 1. Juli 1970 wurde Makerere eine unabhängige nationale Universität der Republik Uganda. Es werden Studiengänge und Postgraduierten-Kurse angeboten, die zu eigenen Abschlüssen führen.
Im November 2016 wurde die Universität nach monatelangen Streiks und Unruhen von Präsident Museveni für etwa 2 Monate geschlossen.

## Organisation
Die Gebäude befinden sich auf dem Makerere-Hügel, einem der vielen Hügel, auf denen Ugandas Hauptstadt Kampala liegt. Der Hauptcampus ist ungefähr fünf Kilometer in nordwestlicher Richtung vom Stadtzentrum entfernt und bedeckt ein Gebiet von zwei Quadratkilometern.
Die MAK wird von einem Vizekanzler geleitet. Derzeit wird diese Position von Barnabas Nawangwe eingenommen.
Die Universität hat neun Colleges und eine Law School, die sich in weitere Schools und Institute unterteilen:
- Agrar- und Umweltwissenschaften (College of Agricultural and Environmental Sciences)
- Wirtschaftswissenschaften (College of Business and Management Sciences)
- Informatik (College of Computing and Information Sciences)
- Erziehungswissenschaft (College of Education and External Studies)
- Ingenieurwissenschaften (College of Engineering, Design, Art and Technology)
- Gesundheitswissenschaft (College of Health Sciences)
- Naturwissenschaften (College of Natural Sciences)
- Geistes- und Sozialwissenschaften (College of Humanities and Social Sciences)
- Veterinärmedizin (College of Veteriany Medicine, Animal Resources & Bio-security)

Vom College of Agricultural & Environmental Sciences der Universität wird im Kibale-Nationalpark eine Forschungsstation im Rahmen tropenökologischer Themen unterhalten.

## Bekannte Absolventen und Lehrkräfte
- Godfrey Binaisa (1920–2010), Präsident Ugandas
- Frederick Egonda-Ntende (* 1957), Jurist, Richter am Court of Appeal
- Joseph Kabila (* 1971), Präsident der Demokratischen Republik Kongo
- Rose Kabagyeni (* 1974), ugandische Politikerin
- Loy Katali (* 1975), ugandische Politikerin
- Samson Kisekka (1912–1999), Vizepräsident und Premierminister Ugandas
- Arne von Kittlitz (* 1943), deutscher Diplomat
- Mukhisa Kituyi (* 1956), kenianischer Politiker und Generalsekretär der UNCTAD
- Yusuf Lule (1912–1985), ugandischer Politiker
- Jimmy Lemi Milla (1948–2011), südsudanesischer Politiker
- Vanessa Nakate (* 1996), Klimaschutzaktivistin
- Apolo Nsibambi (1940–2019), Premierminister Ugandas
- Celia Nyamweru (* 1942), britisch-kenianische Kulturanthropologin und Geowissenschaftlerin, forschte für ihre Dissertation an der Universität
- Stella Nyanzi (* 1974), Anthropologin und Feministin
- Julius Nyerere (1922–1999), erster Präsident von Tansania
- Milton Obote (1924–2005), Präsident von Uganda
- Oginga Odinga (1911–1994), erster Vizepräsident von Kenia
- Bobi Wine (* 1982), Musiker und Politiker